# Fondo (metrostation)
Fondo is een metrostation in de gemeente Santa Coloma de Gramenet, in het noorden van de Metropool Barcelona. Het station ligt aan de L1 (rode lijn) en is tegenwoordig het noordelijke eindstation van de lijn. Het is gebouwd in 1992 door Camí Fondo de Badalona (dat verklaart dus de naam), tussen Carrer Dalmau en Carrer Verdi. Sinds december 2009 doet ook het Besòs-gedeelte van metrolijn L9 het station aan.